# Bernard Montergnole
Bernard Montergnole, né le 7 janvier 1931 à Chalon-sur-Saône et mort le 31 décembre 2009 à Échirolles, est un homme politique français.

## Biographie
Bernard Montergnole est agrégé d'histoire et docteur en histoire contemporaine. Il est maître de conférences honoraire à l'Institut d'études politiques de Grenoble.
Il est adjoint au maire d'Échirolles et député de la 2e circonscription de l'Isère du 4 décembre 1983 au 1er avril 1986, en remplacement d'Hubert Dubedout, démissionnaire, dont il était le suppléant.